# Drosera androsacea
Drosera androsacea är en sileshårsväxtart som beskrevs av Friedrich Ludwig Diels. Drosera androsacea ingår i släktet sileshår, och familjen sileshårsväxter.
Artens utbredningsområde är:
- Ashmore-Cartieröarna.
- Western Australia.

Inga underarter finns listade i Catalogue of Life.

## Bildgalleri